# 갈구리나비
갈구리나비(Anthocharis scolymus)는 흰나비과의 한 종류이다. 흰나비과 중에서도 작은 편인 데다 이른 봄에 잠깐 나왔다가 사라지기 때문에 주의 깊게 관찰하지 않으면 여간해서는 보기 힘들다.